# Ponte Boado
Ponte Boado (en gallego y oficialmente, A Ponte Boado) es una aldea española situada en la parroquia de Arceo, del municipio de Boimorto, en la provincia de La Coruña, Galicia.

## Demografía
| Gráfica de evolución demográfica de Ponte Boado entre 2000 y 2018 |
|                                                                   |
| Datos según el nomenclátor publicado por el INE.                  |